# Liceum Ogólnokształcące im. Cypriana Kamila Norwida w Mońkach
Liceum Ogólnokształcące im. Cypriana Kamila Norwida w Mońkach – liceum ogólnokształcące znajdujące się w Mońkach, stanowiące część Zespołu Szkół Ogólnokształcących i Zawodowych.

## Historia
Budowa szkoły średniej w Mońkach rozpoczęła się w 1962 r., a więc po utworzeniu powiatu monieckiego, ale przed uzyskaniem przez miejscowość statusu miasta. Przez pewien okres nosiła imię „Dwudziestolecia Polski Ludowej”. Po przemianach politycznych przełomu lat 80. i 90. patronem liceum został Cyprian Kamil Norwid. Szkoła uczestniczy w programach Erasmus+.

## Absolwenci
- Mirosław Filipowicz – historyk, nauczyciel, doktor habilitowany, profesor KUL
- Marcin Moniuszko – lekarz, naukowiec, profesor nauk medycznych